# فورت
فورت شهری در مرکز ایالت بایرن آلمان است.
اولین خط آهن آلمان در ۷ دسامبر ۱۸۳۵ بین دو شهر نورنبرگ و فورت در ایالت باواریا ایجاد شد.